# تعلم اجتماعي (تربية اجتماعية)

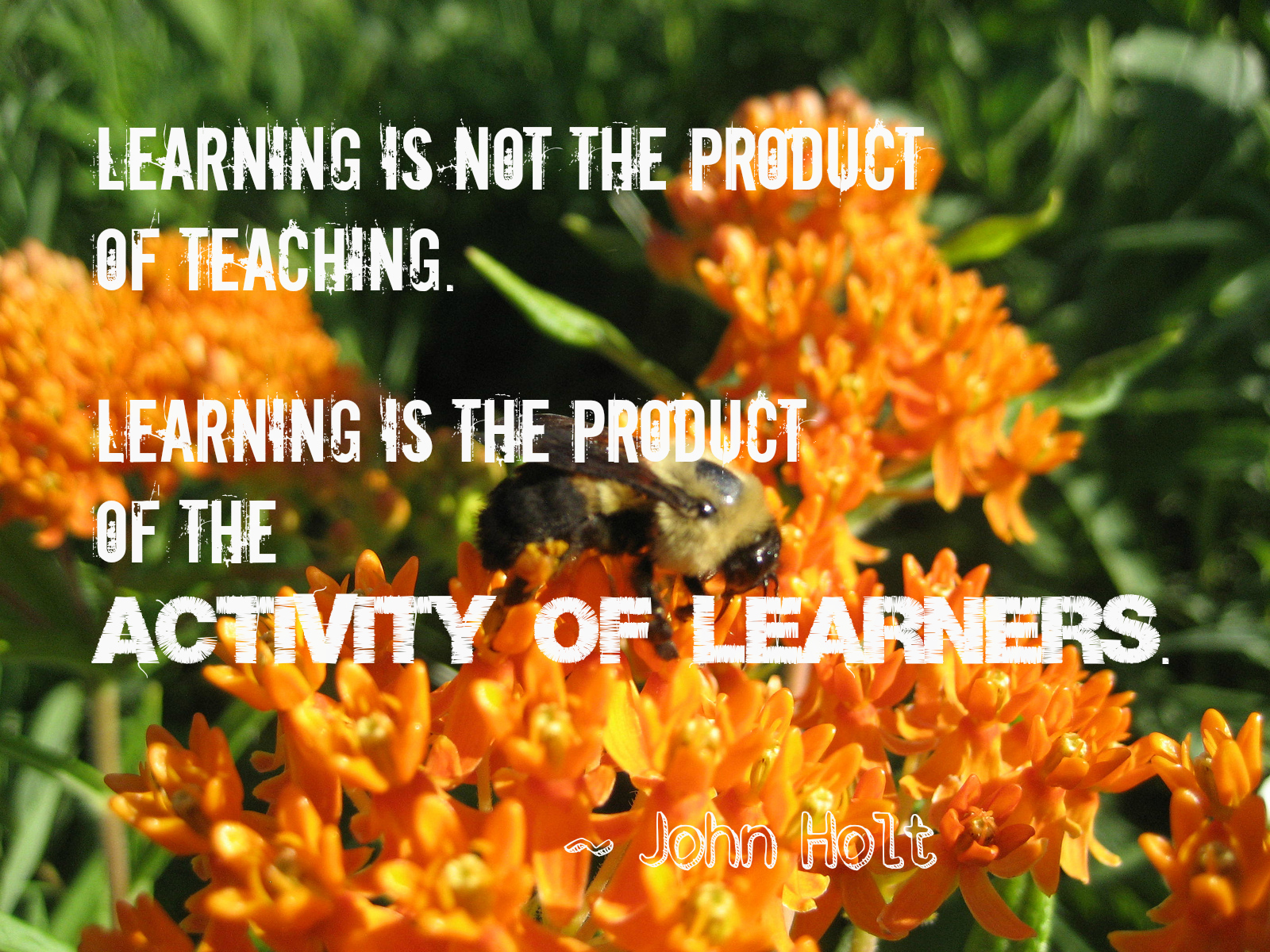
ما هو التعلم

التعلم الاجتماعي (بالإنجليزية: social learning) أو التربية الاجتماعية (بالإنجليزية: social pedagogy) هو نوع من أنواع التعلم يجري على نطاق أوسع من التعلم الفردي أو الجماعي، ويرتقي ليشمل المستوى المجتمعي، من خلال التفاعل الاجتماعي فيما بين الأقران. قد يؤدي أو لا يؤدي إلى تغيير في المواقف والسلوك.

## التعريف
يُعرَّف التعلم الاجتماعي بأنه التعلم من خلال ملاحظة سلوكيات الآخرين. هي عملية تغيير اجتماعي يتعلم فيها الناس من بعضهم البعض بأساليب يمكن أن تفيد نظم إيكولوجية اجتماعية أكبر. تتيح السياقات الاجتماعية المختلفة للأفراد باكتساب سلوكيات جديدة من خلال مراقبة ما يفعله الناس داخل تلك البيئة. يؤكد التعلم الاجتماعي والتربية الاجتماعية على التفاعل الدينامي النشط بين الناس والبيئة في بناء المعنى والهوية.
تبدأ عملية تعلم سلوك جديد من خلال ملاحظة سلوك ما ثم حصد المعلومات عنه ثم تبنيه. تعد المدارس ووسائل الإعلام وأفراد الأسرة والأصدقاء من الأمثلة على السياقات البيئية التي تعزز التعلم الاجتماعي.
لكي يعتبر التعلم اجتماعيًا فلا بد من القيام بما يلي:
1. إظهار حدوث تغيير في الفهم لدى الأفراد المعنيين،
2. إظهار أن هذا التغيير يتجاوز الفرد ويدخل في نطاق وحدات اجتماعية أو مجتمعات ممارسة أوسع نطاقًا،
3. يحدث من خلال التفاعلات والعمليات الاجتماعية بين الفاعلين داخل الشبكة الاجتماعية.[1]

هو نظام نظري يركز على نمو الطفل وكيفية تأثير الممارسة والتدرب على مهاراته الحياتية. تتمحور هذه الفكرة حول مفهوم أن الأطفال نشطون وأكفاء.

## التاريخ

### القرن الثامن عشر
يطرح جان جاك روسو فكرة مفادها أن كل البشر يولدون صالحين ولكن يفسدهم المجتمع في النهاية، الأمر الذي يدل ضمنيًا على شكل من أشكال التعلم الاجتماعي.

### القرن التاسع عشر
تميل الأدبيات المطبوعة المتعلقة بموضوع التربية الاجتماعية إلى اعتبار المربي الألماني كارل ماغر (1810-1858) على أنه أول من صاغ مصطلح «التربية الاجتماعية» في عام 1844. شاطر ماغر فريدريش أدولف ديستيرويغ الاعتقاد بأن التعليم ينبغي أن يتجاوز اكتساب الفرد للمعرفة والتركيز على اكتساب المجتمع للثقافة. ينبغي أن يعود ذلك بالفائدة على المجتمع نفسه في نهاية المطاف.

### منذ أوائل القرن العشرين وحتى خمسينيات القرن العشرين
ركز علم النفس التنموي على نظريات السلوكية الراديكالية في نظرية التحليل النفسي لسيغموند فرويد وبورهوس فريدريك سكينر لشرح كيفية تعلم البشر لسلوكيات جديدة.
نشر الأب المؤسس لعلم التربية الاجتماعية الفيلسوف والمربي الألماني بول ناتورب (1854-1924) كتابه «التربية الاجتماعية: نظرية تشكيل الإرادة البشرية على أصول مجتمعية» (بالألمانية: Sozialpädagogik: Theorie der Willensbildung auf der Grundlage der Gemeinschaft) عام 1899. رأى ناتورب أنه ينبغي للتربية أن تكون اجتماعية في جميع الحالات. ينبغي للمعلمين أن ينظروا في التفاعل بين العمليات التعليمية والمجتمعية.

### منذ خمسينيات القرن العشرين وحتى تسعينيات القرن العشرين
شهد مجال علم النفس التنموي حدوث تغيرات هامة خلال هذه العقود التي بدأت فيها نظريات التعلم الاجتماعي تكتسب زخمًا من خلال الأبحاث والتجارب التي أجراها علماء النفس، أمثال: جوليان روتير، وألبرت باندورا، وروبرت سيرز. طور جوليان روتر في عام 1954 نظرية التعلم الاجتماعي خاصته والتي ربطت بين تغيرات السلوك البشري والتفاعلات البيئية. كانت المتغيرات المتوقعة هي ترقب السلوك -الترقب- وتعزيز القيم والهيئة النفسية. أجرى باندورا تجربة الدمية بوبو عام 1961 وطور نظريته للتعلم الاجتماعي عام 1977. رسخت هذه الإسهامات في ميدان علم نفس التنموي قاعدة معرفية قوية وأتاحت للباحثين الاستفادة من فهمنا للسلوك البشري وتوسيع نطاقه.

## النظريات
قدم جان جاك روسو (1712-1778) -في كتابه « إميل، أو في التربية، أو دراسة في التربية»- نظريته التربوية التي فيها يجب أن تنسجم تنشئة الطفل مع الطبيعة. ينبغي ألا يُضَّم الطفل إلى المجتمع إلا خلال المرحلة الرابعة من نموه التي تكون في سن تقدير الذات أخلاقيًا (من خمسة عشر عامًا إلى ثمانية عشر عامًا). ينضم الطفل بهذه الطريقة إلى المجتمع بأسلوب واعٍ وموثوق ذاتيًا، بسلطته على الحكم الذاتي. تستند فكرة روسو لمرحلة الطفولة والمراهقة إلى نظريته القائلة بأن البشر طيبون بطبيعتهم ولكنهم يفسدون بواسطة المجتمع الذي يبدل طبيعتهم.

### كارل ماغر وعلم التربية الاجتماعية
غالبًا ما يُعتبر أن كارل ماغر هو أول من صاغ مصطلح التربية الاجتماعية. أعرب ماغر عن اعتقاده بأنه ينبغي للتعليم أن يركز على اكتساب المعرفة والثقافة من خلال المجتمع، وأن يوجه أنشطته لتعود بالنفع على المجتمع. بالإضافة إلى أنه يعني ضمنًا أن المعرفة ينبغي ألا تأتي من الأفراد فحسب، بل أيضًا من المفهوم الأشمل للمجتمع.

### بول ناتورب وعلم التربية الاجتماعية
كان بول ناتورب فيلسوفًا ومربيًا ألمانيًا.
نشر عام 1899 كتابه «التربية الاجتماعية: نظرية تشكيل الإرادة البشرية على أصول مجتمعية». ينبغي -وفقًا لما رآه- أن تكون التربية اجتماعية، أي أن تكون تفاعلًا بين العمليات التعليمية والاجتماعية. آمن ناتورب بنموذج الغيماينشافت (بالألمانية: Gemeinschaft أي المجتمع الصغير) من أجل بناء السعادة الشاملة وتحقيق إنسانية حقيقية. انشغل في ذلك الوقت فلاسفة، مثل: جان جاك روسو، وجون لوك، ويوهان هاينريش بستالوتزي، وإيمانويل بهيكل المجتمع وكيف يمكن أن تؤثر في العلاقات البشرية. لم يكن الفلاسفة يفكرون في الطفل على أنه مجرد فرد فحسب، بل في ما يمكن أن يقدمه لخلق تكاتف بشري ونظام مجتمعي.
تأثر منظور ناتورب بأفكار أفلاطون حول العلاقة بين الفرد والدولة المدينة (بوليس). إن مدينة بوليس عبارة عن هيكل اجتماعي وسياسي في المجتمع تسمح للأفراد -حسبما يرى أفلاطون- بتعظيم إمكاناتهم. تُبنى هذه المدينة بصرامة عبر طبقات تخدم الآخرين وملوك فلاسفة يضعون القوانين الشاملة والحقائق للجميع. طالب أفلاطون علاوة على ذلك بضرورة ملاحقة الفضائل الفكرية بدلًا من التطوير الذاتي في أمور، مثل: الثروة، والسمعة. إن تفسير ناتورب لمفهوم البوليس هو أن الفرد سيرغب في خدمة مجتمعه ودولته بعد تعليمه، طالما كان التعليم اجتماعيًا (بالألمانية: Sozialpädagogik).
ركز ناتورب على توفير التعليم للطبقة العاملة فضلًا عن الإصلاح الاجتماعي. أوضح في رأيه عن التربية الاجتماعية أن التعليم عملية اجتماعية وأن الحياة الاجتماعية هي عملية تعليمية. تشكل الممارسات التربوية الاجتماعية شكلًا تشاوريًا ورشيدًا من أشكال التنشئة الاجتماعية. يتحول الأفراد إلى بشر اجتماعيين عن طريق تنشئتهم في مجتمع. تشمل التربية الاجتماعية المعلمين والأطفال الذين يتشاركون المساحات الاجتماعية ذاتها.

### هيرمان نول والمنظور التأويلي
كان هيرمان نول (1879 - 1960) مربيًا ألمانيًا في النصف الأول من القرن العشرين. شرح الواقع من منظور تأويلي (المبادئ المنهجية للتأويل) وحاول كشف أسباب عدم المساواة الاجتماعية. يهدف علم التربية الاجتماعية -وفقًا لما يراه نول- إلى تعزيز رفاهية الطلاب عن طريق إدماج مبادرات الشباب مع برامجهم وجهودهم في المجتمع. ينبغي أن يدعو المعلمون لرفاهية طلابهم وأن يساهموا في التحولات الاجتماعية التي تترتب على ذلك. وضع نوهل تصور لعملية تعليمية شاملة تأخذ في الاعتبار السياقات التاريخية والثقافية والشخصية والاجتماعية لأي موقف بعينه.

### روبرت سيرز والتربية الاجتماعية
ركز روبرت ريتشاردسون سيرز (1908-1989) أبحاثه في الغالب على نظرية الاستجابة والمثير. بُذل الكثير من جهوده النظرية على فهم الطريقة التي يتبعها الأطفال لاستيعاب قيم الثقافة التي نشؤوا فيها ومواقفها وسلوكياتها.